# Romancing the Stone
Romancing the Stone (titulada Tras la esmeralda perdida, en Hispanoamérica; Tras el corazón verde, en España; Dos bribones tras la esmeralda perdida, en México y En busca de la esmeralda perdida, en Colombia) es una película estadounidense de 1984, en la que se mezclan dos géneros: el cine de aventuras y la comedia romántica. Dirigida por Robert Zemeckis y escrita por Diane Thomas, Romancing the Stone fue protagonizada por Michael Douglas, Kathleen Turner y Danny DeVito.
La única secuela que ha habido, hasta hoy en día, de Romancing the Stone es The Jewel of the Nile (1985), titulada La joya del Nilo en los países de lengua española.

## Sinopsis
Joan Wilder (Kathleen Turner), una escritora de novelas románticas, recibe un paquete de parte de su cuñado Eduardo, recientemente asesinado. Elaine (Mary Ellen Trainor), su hermana, llama a Joan y le ruega que vaya a Colombia con el paquete porque ha sido secuestrada y el paquete es su rescate.
Joan viaja a Cartagena sin saber que es un objetivo del Coronel Zolo (Manuel Ojeda), el hombre que mató a Eduardo. El autobús en el que viaja sufre un percance en el camino y Joan, en medio de la jungla y a punto de morir a manos de Zolo, es salvada por el oportunista Jack T. Colton (Michael Douglas). En recompensa por ayudarle a llegar a Cartagena, Joan promete pagarle a Jack 375 dólares en cheques de viajero. En medio de la ruta, descubren que el paquete contiene un mapa y Jack sugiere investigar a dónde lleva.
Jack ayuda a Joan a evitar a Zolo, quien quiere el mapa y los persigue con ayuda de policías militares. Sin saberlo, Jack y Joan son también seguidos por Ralph (Danny DeVito), primo de Ira (Zack Norman), que es quien tiene secuestrada a Elaine. Después de múltiples aventuras encuentran el tesoro, que resulta ser una enorme esmeralda llamada El Corazón. Jack y Joan se separan, ella con el mapa y él con la esmeralda. Jack le promete que se encontrarán en Cartagena.
Cuando Joan llega a Cartagena, Jack no está. A pesar de ello, se encuentra con Ira en una antigua fortaleza e intercambia el mapa por Elaine. Cuando Joan y su hermana tratan de irse, aparecen Zolo y sus hombres con Jack, a quien habían capturado. Zolo exige saber dónde está la esmeralda y Joan le dice que no encontraron nada al seguir el mapa. Zolo le hace un pequeño corte a Joan y deja que su sangre caiga en un foso de cocodrilos. Para salvarla, Jack revela que él aún tiene la esmeralda. Al entregársela a Zolo, la piedra es tragada por uno de los cocodrilos, junto con una mano de Zolo. Se desata un tiroteo entre hombres de Zolo y los de Ira, situación que Jack y Joan aprovechan para escapar. En medio de la confusión, Jack sigue al cocodrilo que tiene la esmeralda, pero tiene que dejarlo ir para salvar a Joan de las manos de Zolo. No obstante, Joan consigue librarse sola y arroja a Zolo a los cocodrilos. Jack salta al agua a buscar al cocodrilo y deja a Joan con su hermana sanas y salvas cuando están a punto de llegar las autoridades.
Posteriormente, se ve a Joan en Nueva York entregándole un manuscrito basado en sus experiencias a su editora. De vuelta a casa, encuentra a Jack, quien viste botas de piel de cocodrilo, esperándola en un yate comprado gracias al dinero obtenido con El Corazón. Jack y Joan se besan en el yate, que está siendo remolcado por las calles de la Gran Manzana.

## Reparto
- Michael Douglas como Jack C. Colton
- Kathleen Turner como Joan Wilder.
- Danny DeVito como Ralph.
- Zack Norman como Ira.
- Alfonso Arau como Juan.
- Manuel Ojeda como el Coronel Zolo.
- Evita Muñoz "Chachita" como la Hefty Woman.

## Producción

### Preproducción
El guion fue escrito cinco años antes por la camarera de Malibú, Diane Thomas, en lo que sería su único guion llevado al cine. Falleció en un accidente automovilístico un año y medio después del estreno de la película. Jack Brodsky y Michael Douglas adquirieron los derechos de su guion como el primer proyecto de su estudio, Bigstick Productions, bajo un contrato con Columbia Pictures en 1979. Sin embargo, Douglas no logró conseguir el reparto antes de que su contrato con Columbia expirara en 1983. 20th Century Fox acordó comprar los derechos de la película a Columbia tras el éxito de Raiders of the Lost Ark (1981). Robert Zemeckis fue contratado como director debido a su asociación con el director de esa película, Steven Spielberg.
Douglas inicialmente solo tenía la intención de producir la película, ya que recientemente había aparecido en varias películas que resultaron ser fracasos de taquilla. Burt Reynolds y Clint Eastwood fueron considerados para el papel de Jack C. Colton mientras la película aún sería producida por Columbia, pero ambos declinaron. Sylvester Stallone, Paul Newman y Christopher Reeve también rechazaron el papel de Colton, antes de que Michael Douglas finalmente aceptara en interpretar a Colton. Debra Winger fue la principal opción del estudio para interpretar a Joan Wilder, pero al final la actriz Kathleen Turner obtuvo el papel, sin embargo, muchas de las estrellas masculinas a las que se les ofreció el papel de Colton estaban disgustadas de que el personaje femenino, Wilder fuera la protagonista mientras que Colton era un secundario. Después de que Michael Douglas aceptara protagonizar la película, los primeros productores (Bigstick Productions) transfirieron el proyecto a su compañía, El Corazon Productions. Douglas luego estableció un acuerdo de "recogida negativa" con 20th Century Fox, lo que significa que su compañía financiaría la producción de forma independiente y el estudio la compraría una vez terminada.

### Rodaje
La fotografía principal de la película comenzó el 11 de julio de 1983. Se llevó a cabo tanto en Estados Unidos como en México. A pesar de que la acción principal de la película transcurre en Colombia, las escenas se rodaron en México, algunos lugares incluyen a Veracruz (en el Fuerte de San Juan de Ulúa), Huasca de Ocampo (Estado de Hidalgo), Xalapa (Estado de Veracruz), El Arenal (Estado de Hidalgo), Tonaya (Jalisco), Xico (Estado de Veracruz), Barranca Grande (Estado de Veracruz) y en el Valle del Silencio (Ocoyoacac), mientras que en Estados Unidos se rodó en la ciudad de Nueva York y Snow Canyon (Utah).  La filmación del interior se realizó en la Ciudad de México, mientras que la escena de apertura se filmó en St. George (Utah). La escena en la que Turner y Douglas se separan en orillas opuestas de un río de aguas bravas se filmó en el Río Antigua, cerca de la ciudad de Jalcomulco, Veracruz. La producción se retrasó debido a las complicadas acrobacias de la película y numerosas tormentas peligrosas, aunque 20th Century Fox presionó a los realizadores para que terminaran la película lo antes posible para evitar la competencia directa con Indiana Jones and the Temple of Doom (1984).

Turner comentó más tarde sobre la producción de la película:
Recuerdo terribles discusiones [con Robert Zemeckis] durante el rodaje de Romancing . Es un graduado de la escuela de cine, fascinado por las cámaras y los efectos especiales. Nunca sentí que supiera lo que tenía que hacer para adaptar mi actuación a algunas de sus malditas cámaras; a veces te pone en posturas ridículas. Yo decía: "¡Esto no me ayuda! ¡Así no es como me gusta trabajar, gracias!"
Tras finalizar la producción, Turner demandó a los cineastas para que les pagaran la cirugía plástica por las lesiones sufridas durante el rodaje. Zemeckis volvería a trabajar con Turner, eligiéndola para la voz de Jessica Rabbit en ¿Quién engañó a Roger Rabbit? de 1988.

### Postproducción
Fue el primer trabajo de Zemeckis en incluir una banda sonora del compositor Alan Silvestri, quien a partir de entonces se convirtió en colaborador habitual en casi todas las películas de Zemeckis.
Los ejecutivos del estudio temían que la película fuera un fracaso, y eso los llevó a retirar el nombre de Zemeckis como director de un proyecto posterior que después se convirtió en la película Cocoon (1985). Sin embargo, la película se convirtió en el mayor éxito de la 20th Century Fox en 1984. Zemeckis posteriormente afirmaría que el éxito de la película le permitió llevar a cabo el proyecto de Back to the Future (1985) junto con su amigo y guionista Bob Gale, que se estrenaría el año siguiente y se convertiría en la película más exitosa de su año.
En 1985 se estrenó La joya del Nilo, una secuela ya no dirigida por Zemeckis sino que por Lewis Teague, pero que conservó a Douglas, Turner y DeVito en los papeles principales. Aunque obtuvo un cierto éxito comercial, no llegó a alcanzar el éxito de la primera película.

## Fechas de estreno
| País                                                                          | Fecha de estreno                 |
| ----------------------------------------------------------------------------- | -------------------------------- |
| Alemania                                                                      | Jueves 29 de noviembre de 1984   |
| Argentina                                                                     | Jueves 12 de julio de 1984       |
| Australia                                                                     | Jueves 5 de julio de 1984        |
| Austria                                                                       | Viernes 30 de noviembre de 1984  |
| Bélgica                                                                       | Miércoles 25 de julio de 1984    |
| Belice · Costa Rica · El Salvador · Guatemala · Honduras · Nicaragua · Panamá | Miércoles 20 de junio de 1984    |
| Bolivia                                                                       | Jueves 20 de septiembre de 1984  |
| Brasil                                                                        | Jueves 6 de septiembre de 1984   |
| Chile                                                                         | Viernes 22 de junio de 1984      |
| Chipre                                                                        | Jueves 4 de octubre de 1984      |
| Colombia                                                                      | Jueves 30 de agosto de 1984      |
| Dinamarca                                                                     | Viernes 14 de septiembre de 1984 |
| Egipto                                                                        | Lunes 21 de enero de 1985        |
| España                                                                        | Jueves 2 de agosto de 1984       |
| Estados Unidos · Canadá                                                       | Viernes 30 de marzo de 1984      |
| Filipinas                                                                     | Miércoles 20 de junio de 1984    |
| Finlandia                                                                     | Viernes 2 de noviembre de 1984   |
| Francia                                                                       | Miércoles 4 de julio de 1984     |

| País                | Fecha de estreno                  |
| ------------------- | --------------------------------- |
| Grecia              | Jueves 4 de octubre de 1984       |
| Hong Kong           | Jueves 19 de julio de 1984        |
| India               | Viernes 2 de mayo de 1986         |
| Israel              | Viernes 20 de julio de 1984       |
| Italia              | Viernes 7 de septiembre de 1984   |
| Jamaica             | Miércoles 30 de octubre de 1985   |
| Japón               | Sábado 8 de diciembre de 1984     |
| Malasia             | Jueves 14 de junio de 1984        |
| México              | Viernes 14 de septiembre de 1984  |
| Noruega             | Jueves 18 de octubre de 1984      |
| Nueva Zelanda       | Viernes 12 de octubre de 1984     |
| Países Bajos        | Jueves 9 de agosto de 1984        |
| Perú                | Jueves 9 de agosto de 1984        |
| Portugal            | Viernes 27 de julio de 1984       |
| Puerto Rico         | Jueves 7 de junio de 1984         |
| Reino Unido Irlanda | Viernes 24 de agosto de 1984      |
| Singapur            | Jueves 7 de junio de 1984         |
| Sudáfrica           | Viernes 13 de julio de 1984       |
| Suecia              | Viernes 21 de septiembre de 1984  |
| Suiza               | Miércoles 5 de septiembre de 1984 |
| Tailandia           | Sábado 13 de octubre de 1984      |
| Taiwán              | Sábado 18 de agosto de 1984       |
| Uruguay             | Jueves 28 de junio de 1984        |
| Venezuela           | Miércoles 4 de julio de 1984      |

## Recepción
La película fue un éxito comercial, llegando a recaudar 86 millones de dólares en taquilla y 36 millones de dólares en alquiler de video. Lanzó la carrera de Turner, consolidó la de Douglas y significó el primer éxito de taquilla para Zemeckis antes de Back to the Future (1985). También, de los guiones de Diane Thomas, fue el primero que llegó a verse concretado en el estreno de una película distribuida en cines, llevando incluso a Thomas a ser contratada por Steven Spielberg para escribir el guion de Always (1989). Thomas también fue contratada para escribir el guion de una futura secuela de la franquicia Indiana Jones, pero no llegó a escribir nada para dicha franquicia porque al poco tiempo falleció en un accidente de tránsito.

## Premios
- Globo de Oro a la mejor película musical o de comedia
- Globo de Oro a la mejor actriz de musical o comedia - Kathleen Turner
- Premio de la asociación de críticos de Los Ángeles para mejor actriz - Kathleen Turner